# Jacques Cauvin
Jacques Cauvin (* 1930; † 26. Dezember 2001) war ein französischer Archäologe, dessen Forschungsschwerpunkt die Levante und der Nahe Osten war. Dabei konzentrierte er sich vor allem auf das Neolithikum, später auf die symbolische und ideologische Sphäre dieser Epoche.

## Leben
Erste Ausgrabungen führte Cauvin, der bei André Leroi-Gourhan gelernt hatte, in den französischen Höhlen von Oullins und Chazelles bei Saint-André-de-Cruzières durch. Diesen Unternehmungen der Jahre 1959 und 1960 folgten 1965 Grabungen in Chandolas.
Seine Spezialisierung auf ostmittelmeerische Stätten geht auf eine Einladung von 1958 durch Maurice Dunand (1898–1987) zurück, dem er bei Grabungen und Studien zu den Werkzeugindustrien von Byblos zur Seite stand, wobei Francis Hours, ein anderer Schüler von Leroi-Gourhan, ihm Cauvin empfohlen hatte. Bis 1967 nahm Cauvin an sieben Kampagnen teil. 1962 arbeitete er erstmals im syrischen Obermesopotamien, 1963 in Aammiq II, dann 1972 am Tell Aswad. In Mureybet, das Maurits van Loon entdeckt hatte, leitete er die nachfolgenden Grabungskampagnen. Die Fundstätte wies die längste Sequenz seit dem Tell es-Sultan in Israel auf (1971–1974), wurde allerdings 1974 unter Wasser gesetzt. In der Nachbarschaft folgte 1976 eine Grabung am Tell Sheikh Hassan.
Nachdem Maurits van Loon einen weiteren wichtigen Fundplatz entdeckt hatte, nämlich El Kowm, wo das französische Außenministerium mit Syrien vereinbarte, bei Mureybet eine Fläche von 30 km² zu untersuchen, übernahm mit Hilfe des Centre national de la recherche scientifique Jacques Cauvin die Ausgrabungen. Diese standen nunmehr im Kontext von Notgrabungen an möglichst vielen Fundorten, die durch den Bau der Tabqa-Talsperre gefährdet waren. 1976 versank Mureybet schließlich im Assad-Stausee. 1978 fragte die türkische Regierung gleichfalls wegen einer Notgrabung am Euphrat, genauer in Cafer Höyük nach, ein Unternehmen, das bis 1986 andauerte, als ein Stausee das dortige Gebiet gleichfalls überflutete.
Seit 1957 arbeitete Cauvin am Centre national de la recherche scientifique, wurde 1966 Chargé, stieg bis 1983 zum Directeur auf, um 1995 Director Emeritus zu werden. Er lehrte in Paris von 1978 bis 1982, ebenso wie in Lyon. Er war mit Marie-Claire Cauvin verheiratet, directrice am CNRS, und gleichfalls spezialisiert auf die Archäologie des Nahens Ostens. Im Juli 2000 zog sich der erkrankte Cauvin aus der Forschung zurück.

## Schriften (Auswahl)
- Les outillages néolithiques de Byblos et du littoral libanais (= Études et documents d’archéologie 5, ISSN 2077-5296 = Fouilles de Byblos. 4), Librairie d’Amérique et d’Orient A. Maisonneuve, Paris 1968.
- Religions néolithiques de Syro-Palestine. Documents (= Publications du Centre de Recherches d’Écologie et de Préhistoire, Saint-André-de-Cruzières 1, Librairie d’Amérique et d’Orient A. Maisonneuve, Paris 1972, ZDB-ID 188406-2)
- Les premiers villages de Syrie-Palestine du IXème au VIIème millénaire avant J.C. (= Collection de la Maison de l’Orient Méditerranéen Ancien. 4, ISSN 0395-8027 = Collection de la Maison de l’Orient Méditerranéen Ancien. Série archéologique 3). Maison de l’Orient u. a., Lyon u. a. 1978.
- mit Paul Sanlaville (Hrsg.): Préhistoire du Levant. Chronologie et organisation de l’espace depuis les origines jusqu’au VIe millénaire (= Colloques internationaux du Centre national de la recherche scientifique. 598). Éditions du Centre national de la recherche scientifique, Paris 1981, ISBN 2-222-02898-1.
- mit Jan Lichardus, Marion Lichardus-Itten, Gérard Bailloud u. a.: La Protohistoire de l’Europe. Le néolithique et le chalcolithique entre la Méditerranée et la mer Baltique (= Nouvelle Clio 1 bis), Presses Universitaires de France, Paris 1985, ISBN 2-13-038751-9.
- mit Jacques Le Goff, Louis Marin, Jean-Pierre Peter, Michelle Perrot, Roland Auguet, Gilbert Durand, Michel Cazenave: Histoire et Imaginaire Poiesis, Paris 1986, ISBN 2-905525-03-7.
- mit Olivier Aurenche (Hrsg.): Néolithisations. Proche et Moyen Orient, Méditerranée orientale, Nord de l’Afrique, Europe méridionale, Chine, Amérique du Sud (= BAR. International series 516 = Maison de l’Orient Méditerranéen. Archaeological series 5). BAR, Oxford 1989, ISBN 0-86054-657-8.
- Naissance des divinités, naissance de l’agriculture. La révolution des symboles au Néolithique (= Empreintes de l’homme. 1994). CNRS Éditions, Paris 1994, ISBN 2-271-05151-7.
- mit Francis Hours, Olivier Aurenche, Marie-Claire Cauvin, Lorraine Copeland, Paul Sanlaville, Pierre Lombard: Atlas des sites du Proche-Orient (14000-5700 BP) (= Travaux de la Maison de l’Orient méditerranéen 24), 2 Bände (Bd. 1: Texte, Bd. 2: Cartes), Maison de l’Orient méditerranéen, Lyon 1994, ISBN 2-903264-53-8.